# Anasterias rupicola
Anasterias rupicola är en sjöstjärneart som först beskrevs av Addison Emery Verrill 1876.  Anasterias rupicola ingår i släktet Anasterias och familjen trollsjöstjärnor. Inga underarter finns listade i Catalogue of Life.